# Chlordiazepoxide
Chlordiazepoxide, biệt dược Librium cùng với các biệt dược khác, là một loại thuốc an thần và thuốc ngủ của nhóm thuốc benzodiazepine; thuốc được sử dụng để điều trị lo âu, mất ngủ và cai các triệu chứng từ rượu và/hoặc lạm dụng ma túy.
Chlordiazepoxide có thời gian bán hủy trung bình đến dài nhưng chất chuyển hóa hoạt động của nó có thời gian bán hủy rất dài. Thuốc có đặc tính mất trí nhớ, chống co giật, giải lo âu, thôi miên, an thần và làm giãn cơ xương.
Chlordiazepoxide được cấp bằng sáng chế vào năm 1958 và được chấp thuận cho sử dụng y tế vào năm 1960. Đó là loại thuốc benzodiazepine đầu tiên được tổng hợp và việc phát hiện ra chlordiazepoxide hoàn toàn là cơ hội. Chlordiazepoxide và các thuốc benzodiazepin khác ban đầu được chấp nhận với sự chấp thuận rộng rãi của công chúng nhưng sau đó được chấp thuận rộng rãi và khuyến nghị cho các hướng dẫn y tế hạn chế hơn cho việc sử dụng nó.

## Sử dụng trong y tế
Chlordiazepoxide được chỉ định trong điều trị ngắn hạn (2 – 4 tuần) đối với chứng lo âu nghiêm trọng và vô hiệu hóa hoặc khiến người bệnh gặp khó khăn không thể chấp nhận được. Thuốc cũng được chỉ định như là một điều trị để kiểm soát hội chứng cai rượu cấp tính.
Đôi khi nó có thể được kê toa để làm giảm các triệu chứng của hội chứng ruột kích thích kết hợp với clidinium bromide như một loại thuốc cố định, Librax.

## Tác dụng phụ
Thuốc an thần và thuốc ngủ, bao gồm chlordiazepoxide, có liên quan đến việc tăng nguy cơ tử vong. Các nghiên cứu có nhiều hạn chế: có thể có xu hướng đánh giá quá cao rủi ro, chẳng hạn như có thể gây nhiễu bởi chỉ định với các yếu tố rủi ro khác; thôi miên nhầm lẫn với thuốc có chỉ định khác;
Tác dụng phụ thường gặp của chlordiazepoxide bao gồm:
- Lú lẫn
- Táo bón
- Buồn ngủ
- Ngất xỉu
- Thay đổi ham muốn tình dục
- Vấn đề cuộc sống
- Thiếu sự phối hợp cơ bắp
- Bất thường kinh nguyệt nhỏ
- Buồn nôn
- Phát ban da hoặc phun trào
- Sưng do giữ nước
- Mắt và da vàng

Chlordiazepoxide ở chuột trong phòng thí nghiệm nghiên cứu làm suy yếu việc học tập tiềm ẩn. Các thuốc benzodiazepin làm suy giảm khả năng học tập và trí nhớ thông qua hành động của chúng đối với các thụ thể của benzodiazepine, gây ra rối loạn chức năng trong hệ thống thần kinh cholinergic ở chuột. Sau đó, người ta đã phát hiện ra rằng sự suy yếu của scopolamine trong học tập là do sự gia tăng hoạt động của benzodiazapine / GABA (và các thuốc benzodiazepin không liên quan đến hệ thống cholinergic). Trong các thử nghiệm của các hợp chất benzodiazepine khác nhau, chlordiazepoxide đã được tìm thấy gây ra sự giảm sâu nhất trong doanh thu 5HT (serotonin) ở chuột. Serotonin có liên quan chặt chẽ trong việc điều chỉnh tâm trạng và có thể là một trong những nguyên nhân gây ra cảm giác trầm cảm ở chuột khi sử dụng chlordiazepoxide hoặc các loại thuốc benzodiazepin khác.

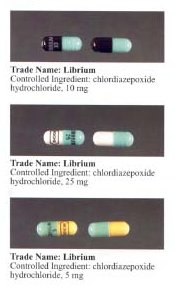

## Dược lý
Hành vi chlordiazepoxide trên benzodiazepine trang web allosteric là một phần của GABAA thụ thể/ion kênh phức tạp và kết quả này trong một gia tăng liên kết của các dẫn truyền thần kinh ức chế GABA đến GABAA thụ do đó tạo ra tác dụng ức chế trên hệ thống thần kinh trung ương và cơ thể tương tự như tác dụng của các loại thuốc benzodiazepin khác. Chlordiazepoxide là thuốc chống co giật. Có sự lưu trữ ưu đãi của chlordiazepoxide trong một số cơ quan bao gồm cả trái tim của trẻ sơ sinh. Hấp thu bởi bất kỳ con đường quản lý và nguy cơ tích lũy được tăng đáng kể ở trẻ sơ sinh. Việc rút chlordiazepoxide trong khi mang thai và cho con bú được khuyến khích, vì chlordiazepoxide nhanh chóng đi qua nhau thai và cũng được bài tiết qua sữa mẹ. Chlordiazepoxide cũng làm giảm giải phóng prolactin ở chuột. Các thuốc benzodiazepin hoạt động thông qua các vị trí gắn micromol với các chất ức chế kênh Ca2+ và ức chế đáng kể sự hấp thu calci nhạy cảm khử cực trong các chế phẩm đầu cuối thần kinh động vật. Chlordiazepoxide ức chế giải phóng acetylcholine trong synaposome chuột hippocampal in vivo. Điều này đã được tìm thấy bằng cách đo sự hấp thu choline ái lực cao phụ thuộc natri trong ống nghiệm sau khi tiền xử lý chuột in vivo với chlordiazepoxide. Điều này có thể đóng một vai trò trong các đặc tính chống co giật của chlordiazepoxide.

## Dược động học
Chlordiazepoxide là một loại thuốc có tác dụng lâu dài. Thời gian bán hủy của Chlordiazepoxide là 5-30 giờ nhưng có chất chuyển hóa hoạt chất benzodiazepine (desmethyldiazepam), có thời gian bán hủy 36-200 giờ. Thời gian bán hủy của chlordiazepoxide tăng đáng kể ở người cao tuổi, điều này có thể dẫn đến hành động kéo dài cũng như tích lũy thuốc trong quá trình dùng lặp lại. Sự thanh thải cơ thể bị trì hoãn của chất chuyển hóa hoạt động kéo dài nửa đời cũng xảy ra ở những người trên 60 tuổi, điều này làm kéo dài thêm tác dụng của thuốc với sự tích lũy thêm sau khi dùng liều lặp lại.
Mặc dù tên của nó, chlordiazepoxide không phải là epoxide; chúng được hình thành từ những rễ khác nhau.

## Độc tính

### Động vật
Các xét nghiệm trong phòng thí nghiệm đánh giá độc tính của chlordiazepoxide, nitrazepam và diazepam trên tinh trùng chuột cho thấy chlordiazepoxide tạo ra độc tính trong tinh trùng bao gồm cả những bất thường liên quan đến cả hình dạng và kích thước của đầu tinh trùng. Tuy nhiên, nitrazepam, gây ra nhiều bất thường đáng kể hơn chlordiazepoxide.

## Tính khả dụng
Chlordiazepoxide có sẵn ở các dạng bào chế khác nhau, một mình hoặc kết hợp với các loại thuốc khác trên toàn thế giới. Kết hợp với Clidinium là Librax cho IBS, và với Amitriptyline chống trầm cảm như Limbitrol.